# Эпоха Пиев
Эпоха Пиев — иногда используемое в исторической литературе название периода истории Римско-католической церкви и Папской области с 1775 года по 1958 год, когда на папском троне из одиннадцати Пап семеро носили имя Пий — с Пия VI по Пия XII. Этот период характеризуется консерватизмом, наиболее проявившимся в понтификаты пап Пия VII, Пия IX, Пия XII.

## Папы с именем Пий в этот период
- Пий VI — папа римский 1775—1799;
- Пий VII — папа римский 1800—1823;
- Пий VIII — папа римский 1829—1830;
- Пий IX — папа римский 1846—1878;
- Пий X — папа римский 1903—1914;
- Пий XI — папа римский 1922—1939;
- Пий XII — папа римский 1939—1958.